# フェイク・フィアンセ
『フェイク・フィアンセ』（My Fake Fiance）は、2009年のアメリカ合衆国のロマンティック・コメディ映画。監督はジル・ジュンガー、出演はメリッサ・ジョーン・ハートとジョーイ・ローレンスなど。テレビ映画として本国アメリカでは2009年4月19日にABCファミリーで放送された。日本では2013年1月19日（の深夜＝1月20日の明け方）にDlifeで放送された。
主演のハートとローレンスは、2010年からABCファミリーで放送されている人気ドラマシリーズ『メル&ジョー 好きなのはあなたでしょ?』でもダブル主演している。なお、同シリーズは日本では2012年からDlifeで放送されている。

## キャスト
ジェニファー
演 - メリッサ・ジョーン・ハート、吹替 - 石塚理恵
独身のキャリア・ウーマン。
ヴィンス
演 - ジョーイ・ローレンス、吹替 - 小川輝晃
借金まみれのギャンブラー。
コートニー
演 - ニコール・トゥビオラ、吹替 - 恒松あゆみ
ジェニファーの友人。新婚。
スティーヴ
演 - バージェス・ジェンキンス
ヴィンスの友人。コートニーの夫。
ボニー
演 - ダイアン・ニール
ジェニファーの妹。既婚で2人の子持ち。
デヴィッド
演 - ジェイソン・マクドナルド
ジェニファーの友人。
モンキー
演 - スティーヴン・R・シリッパ
胴元で金貸し。本名はユージーン。
アル
演 - マイク・ニュースキー、吹替 - 楠見尚己
ジェニファーの父親。
ヴァル
演 - ローダ・グリフィス、吹替 - 竹村叔子
ジェニファーの母親。
キャサリン
演 - パトリシア・フレンチ
ヴィンスの母親。